# Xystrocera conradti
Xystrocera conradti är en skalbaggsart som beskrevs av Stefan von Breuning 1957. Xystrocera conradti ingår i släktet Xystrocera och familjen långhorningar.
Artens utbredningsområde är Togo. Inga underarter finns listade i Catalogue of Life.